# Kerrin Lee-Gartner
Kerrin Lee-Gartner (Brits-Columbia, 21 september 1966) is een Canadees oud-alpineskiester.

## Palmares

### Olympische winterspelen
- Albertville (1992)
  - Gouden medaille in de afdaling